# Rouffiac-des-Corbières
Rouffiac-des-Corbières es una localidad  y comuna francesa, situada en el departamento del Aude en la región de Languedoc-Rosellón y en la región natural de las Corbières, cruzada por el río Verdouble.
A sus habitantes se les conoce por el gentilicio Rouffiacais.

## Demografía
| 105 | 144 | 135 | 182 | 229 | 221 | 240 | 239 | 235 | 220 | 203 | 197 | 185 | 208 | 218 | 212 | 183 | 190 | 191 | 174 | 190 | 174 | 181 | 177 | 186 | 155 | 150 | 131 | 115 | 101 | 88 | 83 | 97 |
| Para los censos de 1962 a 1999 la población legal corresponde a la población sin duplicidades (Fuente: INSEE [Consultar]) |     |     |     |     |     |     |     |     |     |     |     |     |     |     |     |     |     |     |     |     |     |     |     |     |     |     |     |     |     |    |    |    |